# 卡顿伍德 (亚利桑那州)
卡顿伍德（英文：Cottonwood），是美国亚利桑那州亚瓦派县下属的一座城市。面积约为16.41平方英里（约合42.5平方公里）。根据2010年美国人口普查，该市有人口11,265人，人口密度为686.5/平方英里。在建制上，该市属于“Town”。